# Илющенко, Николай Григорьевич
Николай Григорьевич Илющенко (1918—1995) — российский учёный, доктор технических наук, лауреат Государственной премии СССР 1988 года.

## Биография
Родился 4 декабря 1918 года в деревне Новопокровка Татарского уезда Томской губернии (ныне — Татарский район Новосибирской области) в семье железнодорожника.
Окончил среднюю школу (1937) и химический факультет Уральского государственного университета по специальности «физическая химия» (август 1941).
В сентябре 1941 года призван Свердловским ГВК в РККА и после обучения на офицерских курсах при Военно-химической академии в марте 1942 года направлен на Западный фронт в должности начальника химической службы стрелкового полка, там и прослужил до сентября 1945 года. 
После демобилизации с сентября 1945 года работал в Институте химии и металлургии УФАН в лаборатории электрохимии: старший лаборант, с июля 1946 года младший научный сотрудник.
В 1953 году командирован в распоряжение Минсредмаша (п/я 318) для работы по атомному проекту.
После защиты кандидатской диссертации — старший научный сотрудник, начальник лаборатории. Разрабатывал методики анализа плутония на примеси, методы получения пористых фильтров для разделения изотопов урана, электрохимические методы получения чистого тория и бериллия.
С 1958 года снова работал в УФАН: заведующий спецлабораторией № 1 в Институте электрохимии, с 1961 года заведующий лабораторией сплавов, в 1961—1963 одновременно исполнял обязанности директора Института. Под его руководством были начаты систематические исследования в новом направлении — взаимодействие металлов в ионных расплавах без электролиза и диффузионное сплавообразование. Практический результат — новые способы получения диффузионных покрытий на металлах, порошковых сплавов и неорганических соединений.
С 1971 года доктор технических наук, с 1973 года профессор. С 1973 по 1981 год, оставаясь заведующим лабораторией сплавов, работал заместителем директора Института по научной работе.
Лауреат Государственной премии СССР 1988 года в области науки и техники — за цикл работ «Разработка основ физической химии и электрохимии расплавленных электролитов» (1957—1986).
Умер 5 августа 1995 года. Похоронен на Широкореченском кладбище Екатеринбурга.

## Основные труды
Автор более 200 печатных работ (в том числе монографии «Взаимодействие металлов в ионных расплавах». — М.: Наука, 1991) и 30 изобретений.

## Награды
- орден Красной Звезды (08.03.1945)[1]
- орден Отечественной войны II степени (04.05.1986)[2]
- медаль «За взятие Берлина»
- медаль «За освобождение Праги»
- медаль «За победу над Германией в Великой Отечественной войне 1941—1945 гг.»